# Helena Zubanovich
Helena Zubanovich (* vor 1970 in Lubliniec) ist eine polnische Opern-, Operetten-, Oratorien-, Lied- und Konzertsängerin (dramatischer Mezzosopran).

## Leben
Helena Zubanovich studierte von 1988 bis 1993 an der Musikakademie Katowice und als Stipendiatin von 1994 bis 1997 an der Hochschule für Musik und Theater Hamburg. In der Hansestadt war Ingrid Kremling ihre Gesangslehrerin. Zusätzlich nahm sie noch privaten Gesangsunterricht bei Elio Battaglia in Turin.
Zubanovich gewann mehrere Gesangswettbewerbe, u. a. den Antonín-Dvořák-Wettbewerb in Karlovy Vary, den „Robert-Stolz Wettbewerb“ in Hamburg sowie den „Internationalen Gesangswettbewerb“ in Palermo. 1998 debütierte sie am Volkstheater Rostock in der Rolle der Mimi in La Bohème. Dort hatte sie ferner als Hanna Glawari in der Operette Die lustige Witwe großen Erfolg. Im Jahre 1999 wechselte sie vom Sopran zum Mezzosopran und gastierte als Mezzosopranistin an den Opernbühnen von Bern, Linz, Darmstadt, Passau, Monte Carlo, Seoul, Sevilla, Palermo, Osaka, Prag und an der Volksoper Wien, wo sie festes Ensemblemitglied war. Von 2007 bis 2009 gehörte sie dem Solistenensemble des Theaters Erfurt an. In der Spielzeit 2009/2010 war Helena Zubanovich festes Ensemblemitglied am Theater Ulm. Dort sang sie die Ulrica in Ein Maskenball und die Herodias in Salome. November/Dezember 2015 sang sie an der Bayerischen Staatsoper München die Siegurne in Die Walküre, die Zweite Norn in Götterdämmerung sowie die Gertrud in Hänsel und Gretel.
Neben ihrem Engagement im Opernfach ist Zubanovich als Oratorien-, Lied- und Konzertsängerin tätig. Ihr Repertoire beinhaltet unter anderem Werke von Johann Sebastian Bach, Johannes Brahms, Antonín Dvořák, Richard Strauss, Richard Wagner, Gustav Mahler und Maurice Ravel.

## Repertoire (Auswahl)
- Herodia in Salome,
- Flora in La traviata,
- Czipra in Der Zigeunerbaron,
- Hexe in Rusalka,
- Ulrica in Ein Maskenball,
- Adalgisa in Norma,
- Fricka in Die Walküre,
- Rosina in Der Barbier von Sevilla,
- Annina in Der Rosenkavalier,
- Suzuki in Madame Butterfly,
- Maddalena in  Rigoletto,
- Carmen in  Carmen,
- Dorabella in  Così fan tutte,
- Orlowsky in Die Fledermaus,
- Amneris in Aidaund
- Santuzza in Cavalleria rusticana

## CDs
- Maria Padilla (2001)[1]